# Antonio Rinaldi (Architekt)

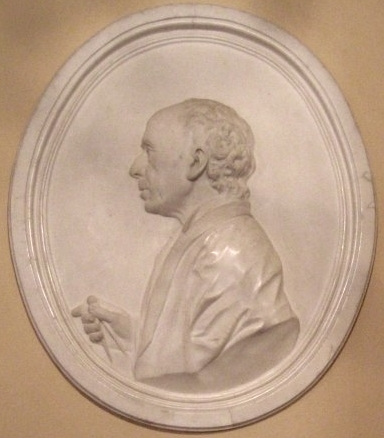
Antonio Rinaldi (Marmormedaillon von Fedot Iwanowitsch Schubin um 1782, auf Schloss Gattschina)

Antonio Rinaldi (* 1709 in Palermo; † 10. April 1794 in Rom) war ein italienischer Architekt und Innenarchitekt.

## Biografie
Seine Ausbildung erhielt er bei Vanvitelli in Rom. 1751 wurde er von Hetman Rasumowski nach Baturyn berufen, um dort dessen Residenz (1752 bis 1753) zu bauen. Ab 1755 arbeitete er in Sankt Petersburg. 1756 wurde er Hofarchitekt des Thronfolgers Peter III. in dessen Auftrag er mehrere Bauten in Oranienbaum errichtete. Bis dahin stand seine Architektur in der Tradition des Rokoko und er vollzog den Schritt zum Klassizismus erst durch den Einfluss russischer Architekten. 
In den folgenden Jahren erhielt er umfangreiche Aufträge von Katharina II. und Orlow. So baute er die Katharinenkathedrale im damaligen Jamburg (heute Kingissepp) und für letzteren den Marmorpalast in Sankt Petersburg sowie das Schloss Gattschina. 1784 zog er sich nach Italien zurück. Die von ihm 1764 begonnene Isaakskathedrale in Sankt Petersburg stellte er nicht fertig; sie wurde nach 1798 von Vincenzo Brenna vollendet, aber schon ab 1818 durch einen monumentalen Neubau ersetzt. 
Als Architekt wurde ihm zu Ehren auf Schloss Gattschina ein Marmormedaillon von Fedot Iwanowitsch Schubin um 1782 angefertigt.